# Lluís de Peguera
Lluís de Peguera (Manresa, 1540 - El Bruc, 1610) va ser un jurista especialitzat en dret criminal i processal. Doctor en lleis, oïdor de la Reial Audiència de Catalunya i assessor de la lloctinència del Principat. Fill de Lluís de Peguera i de Vilanova, es casà amb Francesca Claris, tia de Pau Claris. El seu fill Joan de Peguera i Claris feu editar de manera pòstuma el 1632, la “Pràctica, forma i estil de celebrar corts en Catalunya”.

## Obres

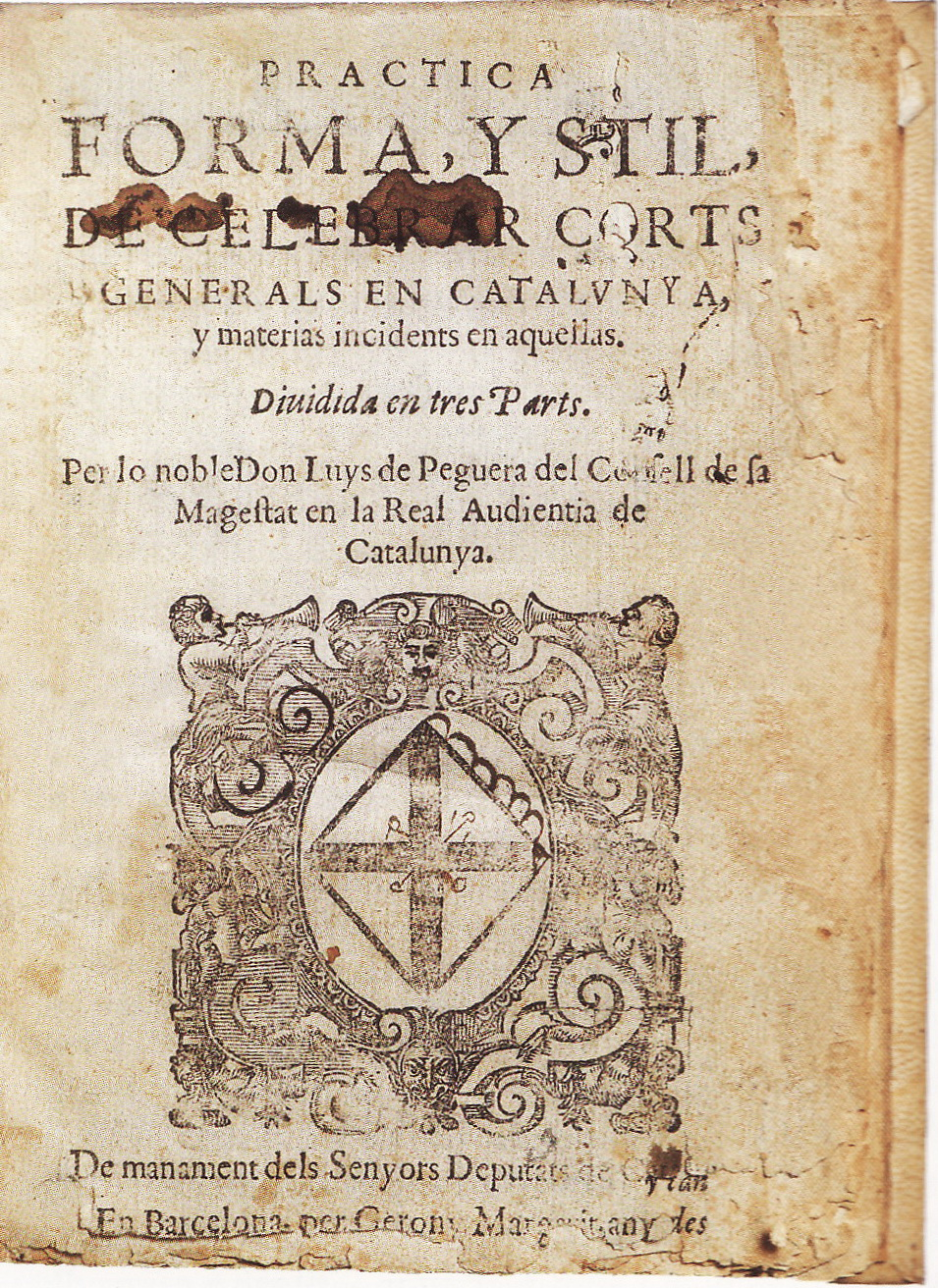
Edició de 1632 de “Pràctica, forma i estil de celebrar corts en Catalunya”

Les seves obres més destacades foren:
- “Aurea et elegans repetitio in cap. incipiens "Item de super laudemio" regis Petri III” (1577, 1687 amb addicions d'Antoni de Vilaplana), sobre dret feudal i emfitèutic.
- “Liber questionum criminalium in actu practico frecuentium et maxime conducibilium” (1585, 1605, 1611, Venècia 1608, Torí 1612), sobre dret penal i procediment criminal.
- “Praxis criminalis et civilis” (1603, reeditat el 1649 amb addicions d'Acaci de Ripoll), sobre procediments criminal i civil, important sobretot per la part que tracta de la justícia, missió dels governants, qualitats i deures del jutge i d'interès històric quant al procediment inquisitiu i les regalies.
- “Praxis criminalis et civilis” (1603).
- “Praxis civilis” (1674, amb addicions de Ripoll i Amigant)
- “Brevis summa regaliarum Regum Aragonum, Repetitio super cap. Usatic "Quoniam per iniquum”"
- “Ordo iudiciarius procedendi in Regi Audientia et in aliis ordinariorum curiis”
- “Pràctica, forma i estil de celebrar corts en Catalunya” (1632, reeditat el 1701 per la Generalitat), en català, sobre dret públic.